# Carewec (twierdza)

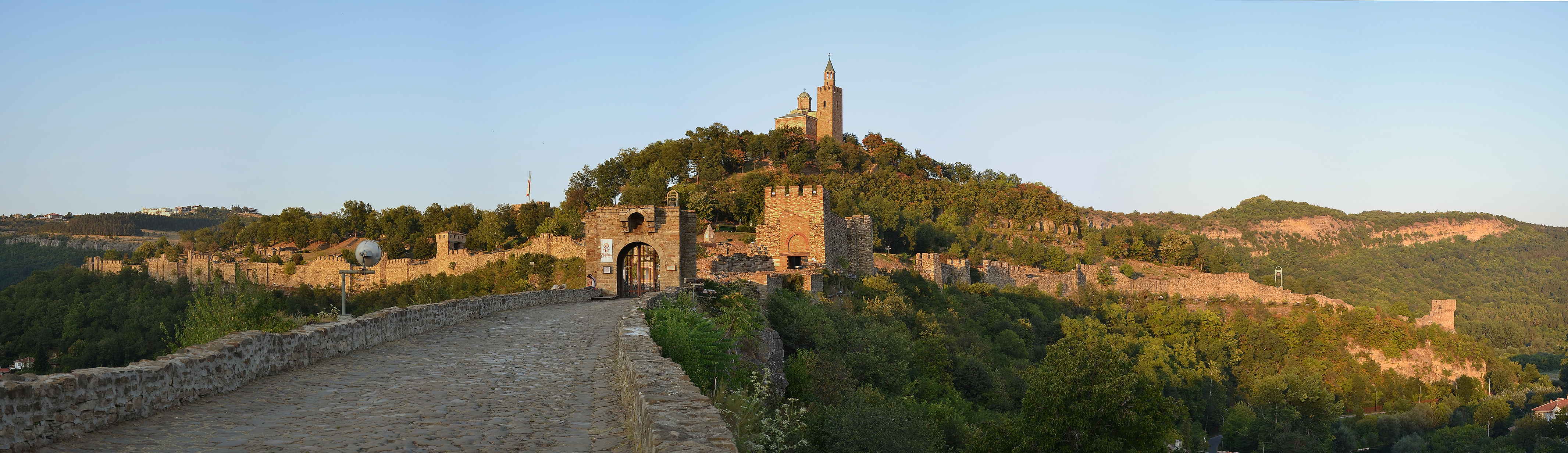
Panorama Carewca

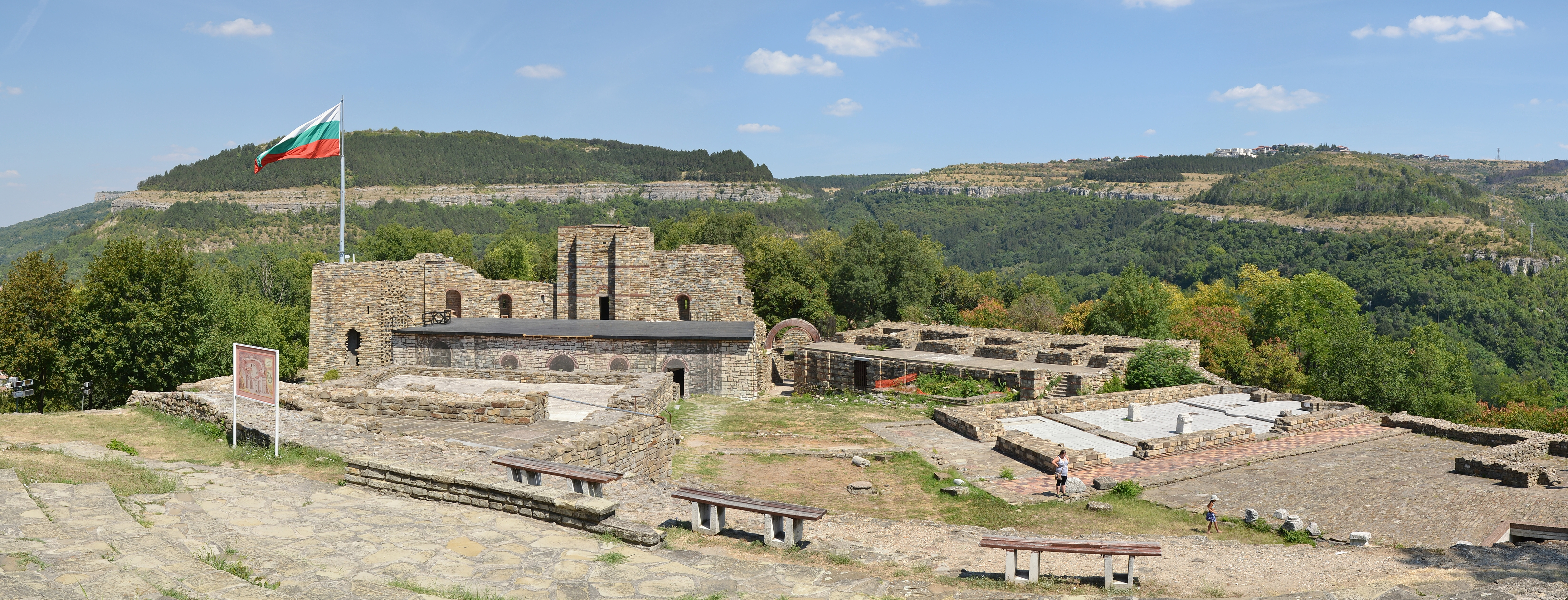
Ruiny pałacu carskiego

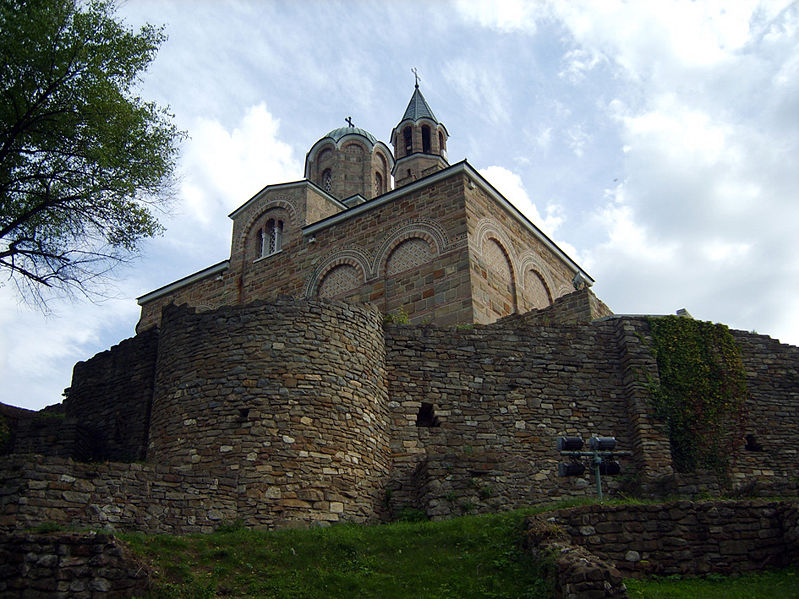
Mury obronne twierdzy i sobór Wniebowstąpienia Pańskiego

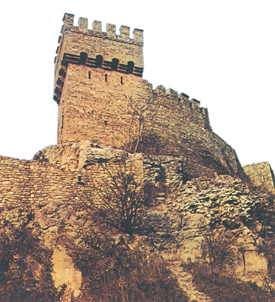
Wieża Baldwina

Carewec (bułg. Царевец) – twierdza położona na wzgórzu o tej samej nazwie w granicach Wielkiego Tyrnowa. W jej obrębie znajdowały się pałace cara i patriarchy Bułgarii w XIII i XIV w., tj. w okresie, gdy miasto było stolicą Bułgarii (Carstwa Tyrnowskiego). Kres jego znaczeniu położyło zdobycie twierdzy na Carewcu przez wojska osmańskie pod wodzą sułtana Bajazyda I w 1393 r.

## Historia
Wzgórze Carewec zostało zasiedlone po raz pierwszy w trzecim tysiącleciu przed naszą erą. W V–VI w. znajdowała się tutaj Zikidewa, największe miasto prowincji Mezja Dolna. Szybko rosnąca osada bułgarska powstała w tym miejscu w IX w. Budowę fortyfikacji obronnych na wzgórzu rozpoczęto w XII w. Mur obronny Carewca miał tysiąc metrów długości, dziesięć metrów wysokości i do 3,4 metrów grubości.
Do twierdzy prowadziły trzy bramy – od strony zachodniej (główna), północno-zachodniej i południowo-wschodniej. Pierwsza i trzecia brama bronione były przez baszty. Jedna z nich, położona przy trzeciej z bram, po 1205 znana była jako wieża Baldwina, od imienia cesarza łacińskiego Baldwina I, który został wzięty do niewoli przez cara Kałojana w bitwie pod Adrianopolem i zmarł w Tyrnowie. Wewnątrz twierdzy odrębne umocnienia posiadały pałac carów i rezydencja patriarchów bułgarskich.
Pałac carski znajdował się w centrum zabudowań Carewca. Posiadał dwa wejścia, bronione przez dwie baszty i dodatkowy mur obronny. Kompleks pałacowy, na planie prostokąta z wewnętrznym dziedzińcem, składał się z kilku budynków, mieszczących m.in. komnaty cara, salę tronową, prywatną cerkiew oraz pomieszczenia dla urzędników pałacowych i służby. W prywatnej świątyni rodziny carskiej przechowywane były relikwie św. Paraskiewy. Między XII a XIV w. był kilkakrotnie przebudowywany. Z kolei rezydencja patriarchów, również z własnym murem obronnym, położona była w najwyższym punkcie wzgórza careweckiego. Prowadziła do niej położona od strony zachodniej brama, broniona przez dwie baszty wzniesione po północnej i południowej stronie kompleksu. Częścią rezydencji patriarszej był sobór Wniebowstąpienia Pańskiego – najważniejsza cerkiew w Bułgarii, trójnawowa, krzyżowo-kopułowa świątynia z wysoką dzwonnicą wzniesiona między XIII a XIV stuleciem. Siedziba patriarchy posiadała również bibliotekę oraz budynek mieszkalny dla mnichów stale przebywających w Wielkim Tyrnowie.
Poza rezydencjami cara i patriarchy na ufortyfikowanym wzgórzu znajdowało się 470 domów mieszkalnych, siedziby najważniejszych bułgarskich rodów bojarskich, karczma, 19 cerkwi miejskich i cztery monastery z własnymi świątyniami. W północnej części wzgórza znajduje się skała, z której od XI do XIV w. strącano w przepaść skazanych na śmierć za zdradę. W XVI w. w miejscu tym powstał monaster.
Twierdza carewiecka została zdobyta przez Turków pod wodzą sułtana Bajazyda I w 1393, po trzymiesięcznej obronie. Klęskę Bułgarów spowodował głód, a być może również zdrada. Po upadku twierdzy Turcy zniszczyli cerkwie Wielkiego Tyrnowa, w tym sobór patriarszy, bojarów wymordowali, ludność zaś wywieźli do Azji Mniejszej.
W latach 30. XX wieku rozpoczęto prace nad rekonstrukcją zniszczonej twierdzy, jednak ostatecznie ukończono je dopiero w latach 80., w toku przygotowań do uroczystych obchodów 1300. rocznicy powstania państwowości bułgarskiej. Odbudowano mury obronne, bramę główną, wieżę Baldwina oraz sobór patriarszy.
Carewec należy do najchętniej odwiedzanych przez turystów miejsc w Bułgarii.